# Emela-ntouka

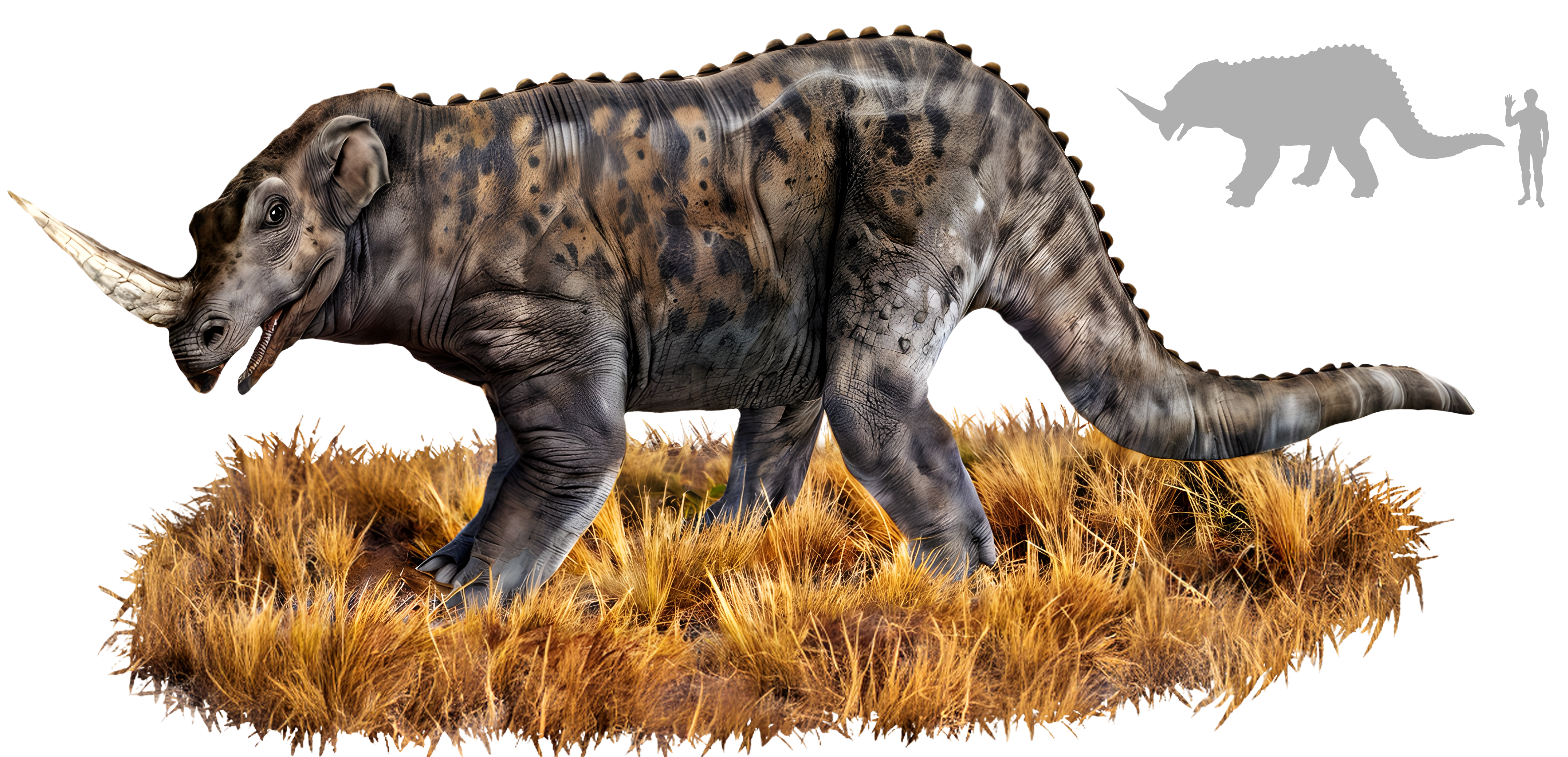
Impresión artística de un emela-ntouka.

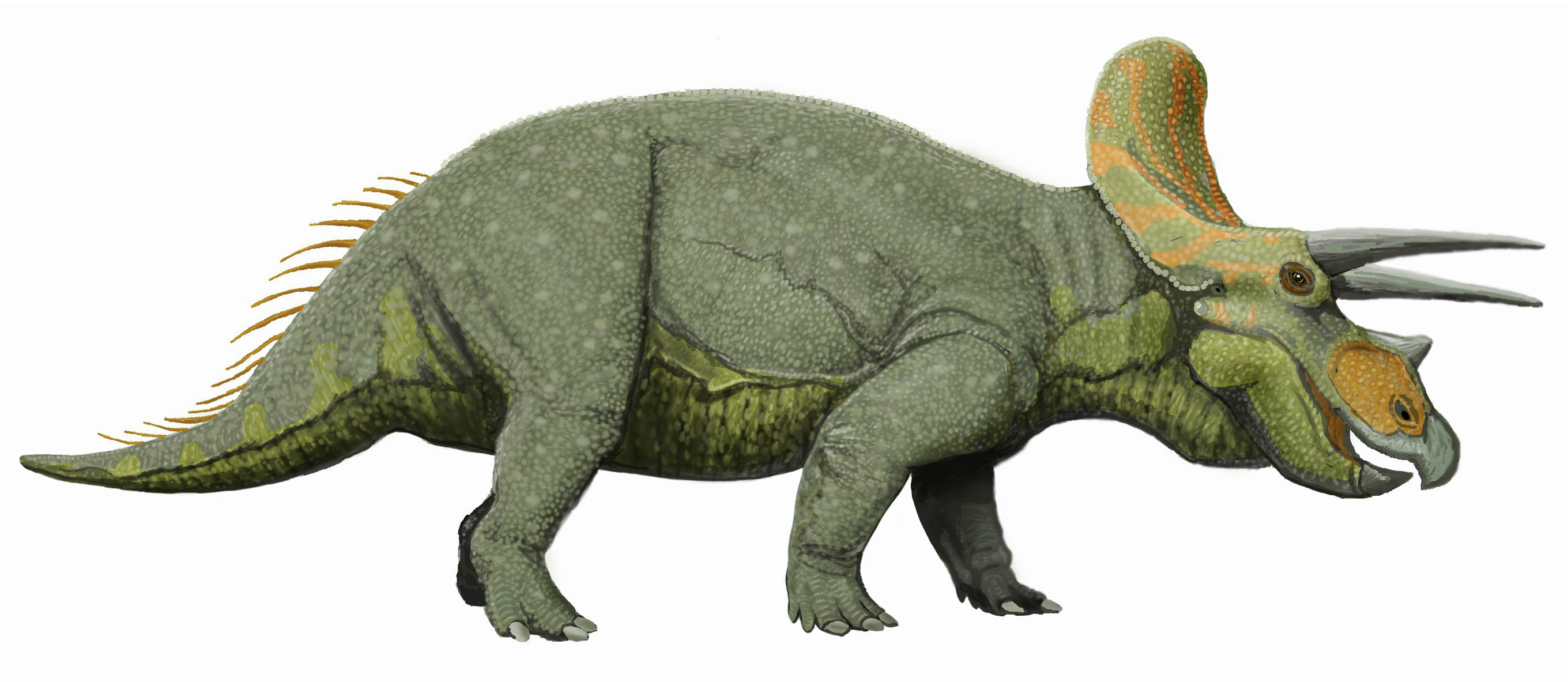
Las descripciones del emela-ntouka concuerdan con las de un ceratópsido prehistórico.

El Emela-Ntouka (en congolés «matador de elefantes») es un animal mítico en la cultura de las tribus pigmeas del África Central.

## Generalidades
Del tamaño de un elefante y color verde pálido, su descripción general recuerda superficialmente a la de un rinoceronte, incluyendo un cuerno (de marfil) de unos dos metros de largo. Su enorme cuerpo está sostenido por cuatro gruesas patas cortas y posee una cola similar a la de los cocodrilos. Sus mandíbulas están armadas con largos y afilados dientes de forma triangular.
El emela-ntouka es muy temido por los aborígenes, quienes afirman que suele cazar y devorar humanos. También enfrenta elefantes, a quienes atraviesa con su afilado cuerno para luego dejarlos desangrarse. 
Existen elementos de corte anecdótico que sugerirían la posibilidad de la existencia real del animal: Lucien Blancou, jefe inspector del África Ecuatorial Francesa en el decenio de 1950, escribió acerca de una feroz criatura, más grande que un búfalo, que era considerada como de gran peligrosidad por los pigmeos locales: "...también se sabe de la presencia de una bestia que ocasionalmente destripa elefantes, pero no parece prevalecer allí tanto como en los distritos mencionados. Se supone que un espécimen fue muerto unos veinte años atrás en Dongou, pero en la (margen) izquierda del Ubangi y en el Congo Belga." trasladado por Bernard Heuvelmans, "En la pista de animales desconocidos", 1959.
Los mitos coinciden en situar al animal en los vastos terrenos pantanosos que conforman la cuenca del Río Congo. Es, por lo tanto, de naturaleza anfibia. Las historias coinciden al afirmar que rara vez se lo encuentra reunido en grupos: se lo considera un cazador solitario.

## Posibles explicaciones

### ¿Un dinosaurio?
En 1981 el Dr. Roy Mackal viajó al Congo buscando posibles rastros del Mokèlé-mbèmbé, criatura recurrente del folclore local; en seguida tomó conocimiento de la existencia presunta de otra bestia distinta. Según Roy Mackal, la descripción dada por los lugareños sugeriría que el monstruo misterioso es en efecto un ceratópsido sobreviviente a la extinción de fines del Cretácico. Mackal y otros, quienes sostienen esta idea consideran que la cuenca del Congo reúne ciertas características únicas que habrían hecho posible la supervivencia de especies arcaicas. Otras de estas bestias incluirían al kongamato, al nandi y al mokèlé-mbèmbé.
Sin embargo, esta postura es descartada de plano por la mayoría de los zoólogos. Incluso esta postura es descartada por la mayoría de los criptozoólogos; que postulan que estas criaturas pueden ser animales desconocidos, pero no emparentados con especies conocidas de dinosaurios si no como una nueva especie de dinosaurio.

### ¿Confusión con otro animal?
La primera explicación racional que salta a la vista luego de conocer la descripción física de emela-ntouka es que se trata de un rinoceronte. En el caso de su comportamiento anfibio, sería producto de una confusión con un hipopótamo visto desde lejos.

### ¿Un nuevo animal?
Los supuestos testigos coinciden en afirmar que el cuerno único sería de marfil y no de pelo modificado como en el caso del género rhinoceros. El comportamiento anfibio mencionado sería así mismo sospechoso, así como también la presencia del enorme apéndice caudal. Esto descartaría la posibilidad de algún mamífero u otro animal clasificado actualmente; e indicaría la posible existencia de un nuevo animal desconocido, pero lo más factible y probable, no perteneciente al grupo de los dinosaurios.

### ¿Un mito?
Al igual que otros animales misteriosos, por su naturaleza, es muy probable que sea solo un mito.